# Кендрик, Брайан
Брайан Дэвид Ке́ндрик (англ. Brian David Kendrick, род. 29 мая 1979, Фэрфакс, Виргиния) — американский рестлер и промоутер. Он наиболее известен по своей работе в WWE. Кендрик также известен по выступлениям в Ring of Honor (ROH), Total Nonstop Action Wrestling (TNA), New Japan Pro-Wrestling (NJPW) и Pro Wrestling Zero1 (Zero1).
Кендрик начал свою карьеру в 1999 году. В первые годы своей карьеры Кендрик выступал под именем Леонардо Спанки или просто Спа́нки (англ. Spanky) в нескольких небольших американских промоушенах, таких как ROH и TNA, а также в японских промоушенах, таких как Zero1. В начале 2000-х годов он также дважды выступал в World Wrestling Federation (WWF, позже World Wrestling Entertainment), один раз в качестве начинающего рестлера, а второй раз — в основном ростере, после чего покинул компанию. Он вернулся в WWE в 2005 году, где работал в паре с Полом Лондоном. За время работы в команде они выиграли титулы командного чемпиона мира и командного чемпиона WWE. После распада команды он начал одиночную карьеру, а Иезекииль Джексон стал его телохранителем. В 2009 году он покинул WWE. В следующем году Кендрик вернулся в TNA, где пробыл два года, выиграв титул чемпиона икс-дивизиона TNA. До 2016 года он также работал в независимых промоушнах и периодически гастролировал с NJPW.
В 2014 году Кендрик начал сотрудничать с WWE в качестве тренера. Он вернулся на ринг в 2016 году во время турнира Cruiserweight Classic, проводимого WWE для борцов полутяжёлого веса. Несмотря на то, что Кендрик не выиграл турнир, он был назначен на шоу 205 Live, недавно созданный бренд, где завоевал титул чемпиона WWE в полутяжёлом весе. В последующие годы Кендрик работал в программах 205 Live и NXT UK, пока не начал работать в качестве закулисного продюсера бренда NXT.
Кендрик также является промоутером. В настоящее время он владеет и управляет собственным промоушеном под названием Brian Kendrick’s Wrestling Pro Wrestling.

## Ранняя жизнь
Кендрик родился в пригороде Вашингтона, городе Фэрфакс, Виргиния, он сын Барбары Кендрик и старший из трех детей — брата зовут Нил, а сестру Шеннон. Позже он переехал в Олимпию, Вашингтон, где учился в средней школе. В выпускном классе он работал посудомойщиком в пиццерии Dirty Dave’s Pizza Parlor, откладывая деньги на посещение школы рестлинга.
В детстве любимыми рестлерами Кендрика были Последний воин, Блю Блейзер и Коко Би. Уэйр. Он также был поклонником Шона Майклза, который тренировал его, и Криса Джерико. Он уже был очень хорошим другом со своим бывшим партнером по команде Полом Лондоном, с Лэнсом Кейдом и Брайаном Дэниелсоном, с которыми он тренировался.

## Личная жизнь
С августа 2008 года Кендрик женат на финалистке шоу Tough Enough Тейлор Мэтини.
Кендрик также является заядлым бейсбольным болельщиком. Его любимая команда — «Лос-Анджелес Доджерс».

### Теории заговора
Кендрик проявляет большой интерес к теориям заговора. В 2011 году он рассказал конспирологическому сайту Truth is Scary, что, по его мнению, теракты 11 сентября были подстроены с помощью голограмм и что убийства Усамы бин Ладена никогда не было. В 2013 году он участвовал в видеоинтервью Highspots Wrestling Network под названием «Брайан Кендрик представляет: Теория Кендрика», в котором он заявил, что считает, что шесть миллионов евреев не были убиты во время Холокоста и что газовые камеры, использовавшиеся во время Холокоста, применялись для дезинфекции, а не для убийства, а также заявил, что стрельба в начальной школе Сэнди Хук в 2012 году была инсценирована. Его комментарии, а также ряд других заявлений, касающихся его веры в другие теории заговора, всплыли в феврале 2022 года и вызвали массовое возмущение в социальных сетях; его запланированный дебют на AEW Dynamite, который был объявлен накануне, был отменен. Он принес извинения в Твиттере: «Я прошу прощения за все обиды и неудобства, которые я причинил своими словами. Это не мои убеждения и никогда не были моими убеждениями, и я перешел черту. Я распространяла самые мерзкие комментарии, не думая о том, какой вред они могут причинить. Я буду жить с этим сожалением до конца своих дней. Я искренне сожалею о боли, которую я причинил».

## Титулы и достижения
- DDT Pro-Wrestling
  - Чемпион железных людей в хеви-металлическом весе (1 раз)[12]
- Full Impact Pro
  - Командный чемпион FIP (1 раз) — с Сэлом Ринауро[13]
  - Florida Rumble (2004)[14]
- Insane Championship Wrestling
  - Командный чемпион ICW (1 раз) — с Полом Лондоном[15]
- Los Angeles Wrestling
  - Чемпион LAW в тяжёлом весе (1 раз)[16]
- Memphis Championship Wrestling
  - Южный чемпион MCW в полутяжёлом весе (3 раза)[17]
  - Южный командный чемпион MCW (1 раз) — с Американским Драконом[18]
- Pro Wrestling Illustrated
  - Команда года (2007) с Полом Лондоном[19]
  - № 43 в топ 500 рестлеров в рейтинге PWI 500 в 2003[20]
- Pro Wrestling Zero-One / Pro Wrestling Zero1-Max
  - Международный командный чемпион в лёгком весе NWA (2 раза) — с Лоу Ки (1) и Казом Хаяши (1)[21]
  - Международный чемпион в полутяжёлом весе NWA/UPW/Zero-One (1 раз)[1]
  - Чемпион Соединённых Штатов в открытом весе Zero1-Max (1 раз)[22]
- Santino Bros. Wrestling
  - Чемпион SBW (2 раза)[23]
- Steeltown Pro Wrestling
  - Провинциальный чемпион SPW (1 раз)[24]
- Texas Wrestling Alliance
  - Телевизионный чемпион TWA (1 раз)[25]
  - Командный чемпион TWA (1 раз) — с Американским Драконом[25][26]
- Total Nonstop Action Wrestling
  - Чемпион икс-дивизиона TNA (1 раз)[27]
- World Wrestling Entertainment/WWE
  - Чемпион WWE в первом тяжёлом весе (1 раз)[28]
  - Командный чемпион WWE (1 раз) — с Полом Лондоном[29]
  - Командный чемпион мира (1 раз) — с Полом Лондоном[30]